# Petrogale persephone
Petrogale persephone is een zoogdier uit de familie van de kangoeroes (Macropodidae). De wetenschappelijke naam van de soort werd voor het eerst geldig gepubliceerd door Gerald Michael Maynes in 1982.

## Uiterlijke kenmerken
Deze grote rotskangoeroe heeft een korte vacht en een lange, smalle bek. De bovenkant van het lichaam is grijsbruin, de onderkant lichtgeel tot wit. Over de wangen loopt een lichte streep; daarboven is de kop donkerbruin en daaronder lichtgrijs. De oren zijn aan de buitenkant oranjebruin en aan de binnenkant zwart. Achter de armen zit een donkerbruin gebied. De handen en voeten zijn zwart. De staart is bij de wortel roodachtig en wordt naar de punt toe donkerder, maar de punt is wit. De kop-romplengte bedraagt 500 tot 640 mm, de staartlengte 520 tot 670 mm en het gewicht 4200 tot 8800 g.

## Verspreiding
De soort komt voor in de Whitsunday Shire van Oost-Queensland, in de omgeving van de plaats Proserpine. Deze soort leeft in stukken bos op heuvels. Deze rotskangoeroe is voornamelijk 's nachts actief en eet grassen en ander plantaardig materiaal. Beschutting vindt het dier in rotsspleten en grotten, waar het nooit ver vandaan gaat.